# Ischionodonta amazona
Ischionodonta amazona là một loài bọ cánh cứng trong họ Cerambycidae.